# Chris Lacy
* solo in precampionato o in squadra di allenamento
Chris Lacy (DeSoto, 28 gennaio 1996) è un giocatore di football americano statunitense che milita nel ruolo di wide receiver nella National Football League (NFL) e che dal 2023 è free agent. Al college ha giocato a Oklahoma State.

## Carriera universitaria
Lacy ha giocato dal 2014 al 2017 college football da wide receiver con gli Oklahoma State Cowboys impegnati nella Big 12 Conference (Big-12) della Divisione I della Football Bowl Subdivision (FBS) della NCAA e totalizzando 63 ricezioni per 920 yard e cinque touchdown.
Statistiche al college
| Stagione | Stagione       | Stagione   | Stagione   | Stagione | Stagione | Ricezioni | Ricezioni | Ricezioni | Ricezioni | Ricezioni |
| Anno     | Squadra        | Campionato | Conference | P        | PT       | Ric       | Yard      | Media     | Max       | TD        |
| -------- | -------------- | ---------- | ---------- | -------- | -------- | --------- | --------- | --------- | --------- | --------- |
| 2014     | Oklahoma State | FBS Div. I | Big-12     | 12       | 0        | 4         | 47        | 11,7      | 23        | 0         |
| 2015     | Oklahoma State | FBS Div. I | Big-12     | 13       | 1        | 8         | 120       | 15,0      | 38        | 2         |
| 2016     | Oklahoma State | FBS Div. I | Big-12     | 12       | 1        | 31        | 489       | 15,8      | 63        | 2         |
| 2017     | Oklahoma State | FBS Div. I | Big-12     | 11       | 3        | 20        | 264       | 13,2      | 32        | 0         |
| Totale   | Totale         | Totale     | Totale     | 48       | 5        | 63        | 920       | 14,6      | 63        | 5         |

Fonte: Football Database

## Carriera professionistica

### New England Patriots
L'11 maggio 2018 Lacy, dopo non essere stato scelto durante il Draft NFL 2018, firmò da undrafted free agent con i New England Patriots. Il 18 maggio fu svincolato.

### Detroit Lions
Il 21 maggio 2018 Lacy firmò per i Detroit Lions. Lacy non riuscì a rientrare nel roster attivo e il 1º settembre 2018 fu svincolato e poi contrattualizzato con la squadra di allenamento il giorno successivo. Il 22 dicembre 2018 Lacy fu promosso nel roster attivo.
Il 21 settembre 2019 Lacy fu svincolato e poi rifirmò con la squadra di allenamento tre giorni dopo. Il 27 novembre 2019 Lacy fu promosso nel roster attivo.
Il 9 agosto 2020 Lacy fu svincolato dai Lions per poi rifirmare con la squadra undici giorni dopo. Il 5 settembre 2020 Lacy fu svincolato.

### Dallas Cowboys
Il 3 novembre 2020 Lacy firmò con la squadra di allenamento dei Dallas Cowboys. Il 4 gennaio 2021 firmò da riserva/contratto futuro. Il 19 marzo 2021 Lacy fu svincolato dai Cowboys.

### Chicago Bears
Il 16 maggio 2021 Lacy firmò per i Chicago Bears. Il 31 agosto 2021 fu svincolato.

### Las Vegas Raiders
Il 10 agosto 2022 Lacy firmò per i Las Vegas Raiders. Fu svincolato il 23 agosto 2022 e poi rifirmò con la squadra di allenamento dei Raiders il 15 settembre 2022.
Lacy firmò da riserva/contratto futuro con i Raiders il 9 gennaio 2023. Il 27 agosto 2023, durante la fase di preparazione alla stagione 2023, Lacy fu inserito nella lista riserve/infortunati,  comportando questo che non avrebbe più potuto scendere in campo in stagione con i Raiders. Il 4 settembre 2023, dopo aver trovato un accordo in tal senso, fu svincolato dai Raiders.

## Statistiche

### Stagione regolare
| Stagione | Stagione | Stagione | Stagione | Ricezioni | Ricezioni | Ricezioni | Ricezioni | Ricezioni |     | Fumble | Fumble |
| Anno     | Squadra  | P        | PT       | Ricezioni | Ricezioni | Ricezioni | Ricezioni | Ricezioni |     | Fumble | Fumble |
| Anno     | Squadra  | P        | PT       | Ric       | Yard      | Media     | Max       | TD        | Fum | Persi  |        |
| -------- | -------- | -------- | -------- | --------- | --------- | --------- | --------- | --------- | --- | ------ | ------ |
| 2018     | DET      | 1        | 0        | 0         | 0         | 0,0       | 0         | 0         | 0   | 0      |        |
| 2019     | DET      | 7        | 2        | 3         | 60        | 20,0      | 48        | 0         | 0   | 0      |        |
| 2020     | DAL      | 0        | 0        | 0         | 0         | 0,0       | 0         | 0         | 0   | 0      |        |
| 2021     | CHI      | 0        | 0        | 0         | 0         | 0,0       | 0         | 0         | 0   | 0      |        |
| 2022     | LV       | 0        | 0        | 0         | 0         | 0,0       | 0         | 0         | 0   | 0      |        |
| Totale   | Totale   | 8        | 2        | 3         | 60        | 20,0      | 48        | 0         | 0   | 0      |        |

Fonte: Football Database
Statistiche aggiornate alla stagione 2022